# Holbæk Fjord
Holbæk Fjord er et farvand i den sydvestlige del af Isefjorden ved Sjælland. Mod øst går Holbæk Fjord ud til Inderbredning, der via Vesterløb og Østerløb rundt om Orø har forbindelse til selve Isefjorden. Holbæk Fjord er cirka 7 km lang i vest-østlig retning og 2-3 km i nord-sydlig retning.
På fjordens sydside ligger Holbæk, og på nordsiden ligger Tuse Næs.

## Natur
I fjorden lever talrige muslinger og snegle af forskellige arter. De fungerer blandt andet som fødekilde for især måger som hættemåge, fjordterne, sølvmåge og stormmåge. Andre fuglearter, der blandt andet kan ses ved Holbæk Havn, er tamdue, hvid vipstjert og husrødstjert.